# 味の素AGF
味の素AGF株式会社（あじのもとエージーエフ）は、東京都渋谷区初台に本社を置く、飲食料品の製造及び販売を手がける味の素グループの食品メーカー。
味の素と、米・ゼネラルフーヅ（当時、現在のモンデリーズ・インターナショナル）との合弁会社として設立後、2015年10月に味の素の100%子会社となり、2017年7月に「味の素ゼネラルフーヅ」から現社名へ変更された。

## 概要
コーヒーを中心とした飲料を強みとする。競合他社は、ネスレ日本、キーコーヒー、UCC上島珈琲、三本珈琲などがある。1998年までは、ペットフードも販売していた。国内でのコーヒーシェアは高い。社内外では専らAGFの略称で呼ばれ、正式名称で呼ばれることは少ない。
企業キャッチコピーは「いつでも、ふぅ。」。2015年からCMに使用されているサウンドロゴは、1980年代からギフト関連のCMに使われていたサウンドロゴをリメイクしたもの。

## 工場
- 第一製造部/管理部 - 〒370-0426　群馬県太田市世良田町1588-16
- 第二製造部 - 〒327-0044　栃木県佐野市下羽田字新田2016

## 沿革
- 1954年3月 - 米国ゼネラルフーヅ社の日本法人「ゼネラル・フーヅ株式会社」として創業。
- 1954年12月 - 現在アサヒ飲料で販売中のブランド「バャリース」のオレンジ、グレープ原液の発売を開始。
- 1960年 - 後述するマキシムシリーズ、およびブレンディの母体となるインスタントコーヒー「マックスウェル」発売[4]。
- 1968年 - 贈答用・コーヒーギフトセットを発売。同年「ユーバン」を発売。
- 1971年 - フリーズドライ製法によるインスタントコーヒー「マキシム」を発売。
- 1972年 -「ゲインズ」ブランドでペットフード事業に参入。ドライタイプで強みを発揮。
- 1973年8月 - 味の素と米国ゼネラルフーヅ（クラフトフーヅを経て、現・モンデリーズ・インターナショナル、クラフトフーズ・グループ）との合弁により「味の素ゼネラルフーヅ株式会社」が設立。
- 1974年 - クリーミングパウダー「マリーム」発売。
- 1977年
  - インスタントコーヒー「マックスウェル」の横展開商品として「マックスウェル・ブレンディ」発売（のちに"マックスウェル"の冠名が取れ、独立して"ブレンディ"の名称になる）。
  - バレンシアオレンジほか3種類の果汁による瓶入り粉末ジュース「フルーティ」発売開始。
- 1978年2月 - レギュラーコーヒーシリーズ「マスターブレンド」発売開始。
- 1979年頃 - 米ゼネラルフーヅ社の商品で炭酸の入ったはじけるザラメ状のキャンデー「テレパッチ（1995年販売終了）」をライセンス発売（のちにテレパッチの持つ刺激を強化した「ドンパッチ」（2000年販売終了）、はじけるガム「ガムパッチ」のライセンス販売も開始）。
  - これが「はじける菓子」のブームとなり、明治製菓がはじける綿飴「わたパチ」など、同業メーカーから相次ぎ発売された。
- 1982年
  - 4月 - 業務用レギュラーコーヒーを発売。
  - 8月 - 高級インスタントコーヒー「グランデージ」発売。
- 1985年 - マキシムブランドのレギュラーコーヒー発売。ゼネラルフーヅがフィリップ・モリス（現・アルトリア）に買収される。
- 1988年
  - 5月 - ボトルシリーズ（ブレンディボトルコーヒー、紅茶物語ボトルティー）発売。
  - 8月 - インスタントティー「新茶人」発売。
- 1990年
  - フィリップ・モリスが傘下のクラフトフーヅ（前年に買収）とゼネラルフーヅを合併させ「クラフトゼネラルフーヅ」（KGF、現・モンデリーズ・インターナショナル）とする。ゼネラルフーヅは法人としては消滅。
  - 3月 - 「ブレンディ 缶コーヒー」シリーズ発売（発売元はカルピス株式会社） 。缶コーヒー市場に参入。
- 1996年7月 - 天然素材を使用したドッグフード「ゲインズ」セレクションシリーズ（「ゲインズ・30種類ミックス」「ゲインズ・ソフト厳選グルメ」）発売。
- 1997年 - マルチビタミン飲料「ビタホット」を発売。同時に、インスタントミルクシェイク「フリフリシェイク」も発売（1998年まで）。CMソングにDOKI DOKI パニックの「フリフリシェイク」を起用、子役時代のウエンツ瑛士が出演していた。
- 1998年
  - 5月 - 缶コーヒーシリーズ「ブレンディ　挽きたてカフェ」発売（発売元はカルピス株式会社）。
  - 「ゲインズパックン」「ゲインズキャッティ」ブランドのペットフード事業（製造は兵庫県の伊丹工場）をユニ・チャームに譲渡[注 1]。
- 2000年 - ブレンディブランドのレギュラーコーヒー発売。
- 2001年2月 - ブレンディ・ドリップパック・レギュラーコーヒー発売。パッケージを組み立て、お湯を注ぐだけでレギュラーコーヒーが簡単に味わえる。
- 2002年
  - 2月 - マキシム・ハンディードリップ発売。
  - 3月 - マキシム・インスタントコーヒー・袋入り発売。
  - 10月 - ブレンディ・インスタントコーヒー・袋入り発売。
- 2003年
  - 2月 - ブレンディ・ティーシリーズ発売。
  - 3月 - マキシムカフェメニュー・チルドコーヒー発売。
- 2007年9月 - 業界初の特定保健用食品（トクホ）の認定を得たペットボトル入りコーヒー飲料「ブレンディ　香るブラック[注 2]」発売（280mlペットボトル）。
- 2008年9月 - ミルク入りコーヒー飲料、およびボトル型缶コーヒーとしては業界初の体脂肪特定保健用食品（トクホ）の認定を得た「ブレンディ　香るコーヒー&ミルク」（275gボトル缶）発売[注 3]。
- 2009年
  - 4月 - ブレンド系缶コーヒーとしては業界初の体脂肪特定保健用食品（トクホ）の認定を得たCVS限定「ブレンディプラス　微糖タイプ」（185g缶）発売。
  - 9月 -「ブレンディプラス　微糖タイプ」をリニューアルし、商品名を「ブレンディプラス 缶」に改名。これに伴い「ブレンディプラス　ブラック」（280mlペットボトル）と「ブレンディプラス　コーヒー&ミルク」（275gボトル缶）はそれぞれ廃止。
- 2010年3月 -「ブレンディ 挽きたてカフェオレ カロリーハーフ」（185g缶）発売。
- 2013年8月 - インスタントコーヒーに微粉砕豆をコーヒー濃縮液に安定的に投下・混合、フリーズドライ化し、レギュラーコーヒーに匹敵する味と香りを実現した「<マキシム> トップグレード ハイブリッド」発売開始[5]。
- 2015年10月 - 日本の合弁相手で経営主導権を持つ味の素が全ての株式を取得して完全子会社化[6]。
- 2016年
  - 4月 - 味の素よりギフト事業を譲受[7]
  - 5月25日 - 本店を東京都新宿区西新宿三丁目20番2号から現在地に移転。
  - 11月 - ライセンスを受けていた「ブレンディ」「マキシム」等の商標を味の素が取得[8]。
- 2017年7月1日 - 「味の素AGF株式会社」に商号変更[9]。
- 2019年12月 -「スターバックス」の一部個人向け商品のライセンス販売権を同業のネスレ日本へ譲渡。
- 2022年4月 - 「ブレンディ ボトルコーヒー」の製造・販売を2021年11月に味の素との間で商標ライセンス契約を締結したサントリー食品インターナショナルへ承継[10]。
- 2024年9月 - 丸紅と共に支援する事業「徳之島コーヒープロジェクト」による徳之島産コーヒー豆をブレンド(30%以上)したドリップタイプの「徳之島コーヒー」を徳之島島内限定で1720個販売。

## 商品
- ブレンディ - ボトルコーヒーは2022年にサントリー食品インターナショナルの子会社のサントリーフーズへ製造・販売が移管された。一方、ボトルコーヒー以外の製品は味の素AGFが製造・販売を継続する。
- マキシム
- ちょっと贅沢な珈琲店 - 2007年3月発売。元々は「マキシム」のシリーズ品として発売されていたが、2017年秋より独立ブランド化している。
- マリーム

なお、2017年10月に味の素グループ共通のグローバルブランドロゴ導入に伴い、2018年秋の新製品・リニューアル品からパッケージの側面や裏面に味の素のコーポレートスローガンである「Eat Well, Live Well.」付の味の素のロゴマークが新たに表記され、2023年秋からは一部の製品で企業キャッチコピーである「いつでも、ふぅ。」付のAGFロゴも併記されるようになった。

## 提供番組

### 現在
- くにまるジャパン（文化放送） - 2011年1月4日より番組内コーナー「Blendy stick ブレイクタイム」（11:50頃 - 11:55頃）提供。
- ほっとするわ（関西テレビ他） - 2014年1月6日より。一社提供スポンサーを務めるミニ番組。

このほか、味の素本体の提供番組で流されることが多い。

### 過去
- トッポ・ジージョ（TBS） - 旧ゼネラルフーズ時代。コラボキャンペーンがあった。
- 夜のヒットスタジオ（フジテレビ） - 初期のスポンサー。後の「味の素ゼネラルフーヅ」となる前にスポンサーを降板している。
- 3時のあなた（フジテレビ） - 同上。
- ゴールデン洋画劇場（フジテレビ） - ゼネラルフーヅ時代では「マックスウェル」と表記される。
- ごちそうさま（日本テレビ系） - 提供クレジットは、親会社の味の素として表示されていたが、実際にはOP明けから本編に入るまでの1分間を中心に当社のCMが1週間平均で親会社よりも遥かに多く流れていた。
- 水曜ロードショー→金曜ロードショー（日本テレビ系） - 金曜ロードショーに移転後の後期は30秒×1本＝「ご覧のスポンサー」扱い。こちらでは「ごちそうさま」とは逆に味の素のCMを流すことが1か月に最低でも1回は必ずといっていいほどあった。
- 金曜劇場（フジテレビ系）
- 金曜女のドラマスペシャル（フジテレビ系）
- 笑っていいとも!（フジテレビ系） - 30秒×1本=「ご覧のスポンサー」扱い。提供クレジットは、親会社の味の素として表示されるが、当社のCMも流れることがある。隔日。
- とんねるずのみなさんのおかげです（フジテレビ系） - 後継番組の「ラスタとんねるず」までスポンサーを継続。
- 木曜劇場（フジテレビ系） - 開始当初から2016年9月まで。親会社の味の素（偶数月）と交互の提供で、AGFは奇数月に担当していた。2008年3月までは60秒。2008年4月から大筆頭に昇格し2010年3月まで90秒、2010年4月 - 9月は120秒、2010年10月 - 2016年9月は90秒で、クレジットにキャッチコピーの「いつでも、ふぅ。 AGF」のアナウンスが付いていた。2016年10月に味の素グループとしてのCM枠が60秒に再短縮されたため、表面上のクレジットは奇数月を含め味の素に一本化されたが、不定期でAGFのCMを流す日もある。また、J-オイルミルズやヤマキのCMも流していることもある。
- コーヒータイム（TOKYO FM） - 現在の『ディア・フレンズ』枠。時期は不明だが、現在は降板している。
- 吉田たかよし プラス!（文化放送） - 内包番組「Dr.たかよしの健康クリニック」提供。
- 吉田照美 ソコダイジナトコ（文化放送） - 内包番組「吉田健康〜あなたのドクターたかよしです〜」提供。2010年12月31日をもって降板（番組自体は2011年4月1日まで継続）。
  - 番組内で流れるCMは、鈴木光裕文化放送アナウンサー（最末期は高橋将市同アナウンサー）のナレーションによる特別バージョンであった。
- NNNきょうの出来事（1970年代後期）
- 素敵な女たち（東京12チャンネル）
- 世界名画の旅→旅の街から（ABC・テレビ朝日系にて日曜10:00 - 10:30に放送された）
- 欽ちゃんのどこまでやるの!?（テレビ朝日系） - 1981年4月以降は提供クレジットが当社から味の素に変更されるが、当社のCMは引き続きそのまま流された。
- 土曜ワイド劇場（同上） - 1987年10月 - 2000年3月。提供クレジットが味の素であっても5分5分の割合で流されていた（週によっては味の素のみ流されていた放送分もあった）。
- ほんパラ!関口堂書店→ほんパラ!痛快ゼミナール（同上） - こちらもCMパターンは土曜ワイド劇場と同じ。
- TBS木曜8時枠の連続ドラマ（TBS系） - 提供クレジットは味の素であっても、実際には当社のCMが流れる確率が高く、1か月平均で味の素を遙かに上回っていた。
- TBS金曜9時枠の連続ドラマ（同上） - こちらも提供クレジットは味の素だが、こちらはほぼ5分5分の割合（1回につき当社と味の素のCMを1本ずつ）で流されていた。
- 大沢悠里のゆうゆうワイド（TBSラジオ） - 番組内トークコーナー「AGF 悠里のおしゃべりカフェ」提供。コーナーのオープニング（概ね9時40分頃）ではコーヒーをカップに注ぐ音が流れ、パーソナリティーの大沢悠里による、「さ、ここで、一息入れませんか？」のナレーションが入る（グラスに氷を入れて注ぐ音の夏バージョンもある）。ゲストには商品詰め合わせを進呈し、その模様も流れ、大半のゲストが「あー嬉しい。毎朝飲んでいるから良かったです」という反応が聞かれる。
- 関口宏の東京フレンドパークII（TBS系） - 30秒×1本＝「ご覧のスポンサー」扱い（2009年3月23日をもって月曜18:55の放送終了<平日19時台の「総力報道!THE NEWS」帯編成に伴う木曜19:55へ放送時間変更>を機に降板。この30秒枠分は2009年4月以降土曜19時へ移ったフジテレビ系の番組へ提供枠ごと移動されている。しかし、「潜入!リアルスコープハイパー」の放送中2013年10月改編より30秒削られた。削られた30秒分は「FNNスーパーニュース」の全国ネットニュースパートへ再度枠を移動している。）。
- 水曜プレミア（TBS系） - 30秒×1本=「ご覧のスポンサー」扱い。

## CM出演者
注：団体、架空のキャラクターも含む。

### 現在
- 原田知世（ブレンディ）
- 又吉直樹（ブレンディ、マキシムなど）
- 北川景子（ブレンディ カフェラトリースティック）[11]
- 岩田剛典（ブレンディスティック）

### 過去
- トッポ・ジージョ（1967年 - 1968年、上述）
- ポール・ニューマン（1980年 - 1982年、マックスウェル・ブレンディ）
- カーク・ダグラス（1975年 - 1983年、マキシム。前述の通り「ごちそうさま」で頻繁に流されており、OP明けの1分がこのCMで独占されたこともあった）
- スコット・カーペンター（1982年、マキシム）
- テリー・サバラス（1980年、マスターブレンド）
- シルビア・クリステル
- レイ・ブラッドベリ（マキシム）
- 若尾文子（1974年、ユーバン）
- 阿藤快
- 岩城滉一（マキシムレギュラーコーヒー）
- 永島暎子（マキシムレギュラーコーヒー）
- 真野響子（1980年、ユーバン）
- 山本達彦（カフェスタカフェオレ）
- 財前直見（ブレンディ）
- 三原康可（ブレンディ）
- 織田裕二（マキシム）
- バットマン（声：竹中直人）（1993年、ブレンディ缶コーヒー）
- 桜井幸子
- 恵俊彰
- 羽田美智子
- 別所哲也
- 西岡徳馬
- 堺正章
- 薬丸裕英・石川秀美夫妻（AGFコーヒーギフト）
- 西村雅彦
- 深津絵里
- 岸谷五朗（1994年、ブレンディ缶コーヒー）
- DOKI DOKI パニック（1997年 - 1998年、フリフリシェイク。CMソングも担当）[12]
- 川崎愛（1997年 - 1998年、フリフリシェイク）[12]
- ウエンツ瑛士（1997年 - 1998年、フリフリシェイク）
- 神木隆之介（1997年 - 1998年、フリフリシェイク）
- 碇由貴子（2005年 - 2008年、ブレンディインスタントコーヒー）
- 徳永えりか（2005年 - 2008年、ブレンディボトルコーヒー）
- 鹿賀丈史（2007年、香るブラック）
- 石井萌々果（2009年、ブレンディボトルコーヒー）
- 所ジョージ（ドンパッチ）
- 爆風スランプ（ドンパッチ）
- パワーズ（ドンパッチ）
- 山田康雄（テレパッチ）
- 中村吉右衛門（グランデージ、ナレーション）
- 中村俊介（ブレンディ香るブラック）
- 北村一葉（ブレンディ）
- 水野真紀（マキシムシリーズ）
- 椎名桔平（AGFギフト）
- 佐々木健介・北斗晶夫妻（ブレンディスティック、声の出演のみ）

など

## 命名権
- 石垣池公園 - 三重県鈴鹿市の工場を運営する「AGF鈴鹿株式会社」が2016年4月から8年間、石垣池公園陸上競技場の命名権を取得。AGF鈴鹿陸上競技場と称する。
- 鈴鹿市立体育館 - 上記と同じ期間の命名権をAGF鈴鹿が取得、AGF鈴鹿体育館と称する。
- 東京スタジアム - 親会社の味の素が命名権を取得、2019年3月よりメインスタジアム（味の素スタジアム）に隣接する西競技場をAGFフィールドと称する。